# 프로스펙트 슬라비역
프로스펙트 슬라비 역(러시아어: Проспект Славы)은 러시아 상트페테르부르크 시에 있는 상트페테르부르크 지하철 프룬젠스코 프리모르스카야 선의 역이다. 2019년 10월 3일 메즈두나로드나야에서 남쪽으로 향하는 노선 연장의 일환으로 개통되었다.

## 구조
프로스펙트 슬라비 역은 두 개의 지하 대합실이 존재한다.
1번 출입구는 부하레츠 프로스펙트와 슬라비 프로스펙트의 교차점에 위치하고 2번 출입구는 부하레츠 프로스펙트와 알프스 거리 교차점 모퉁이 사이 남쪽에 위치한다.
이 역에는 러시아의 영광에 대한 주제를 다루는 예술적인 삽화가 있고 러시아 예술 아카데미에서 완성하였다.

## 사진

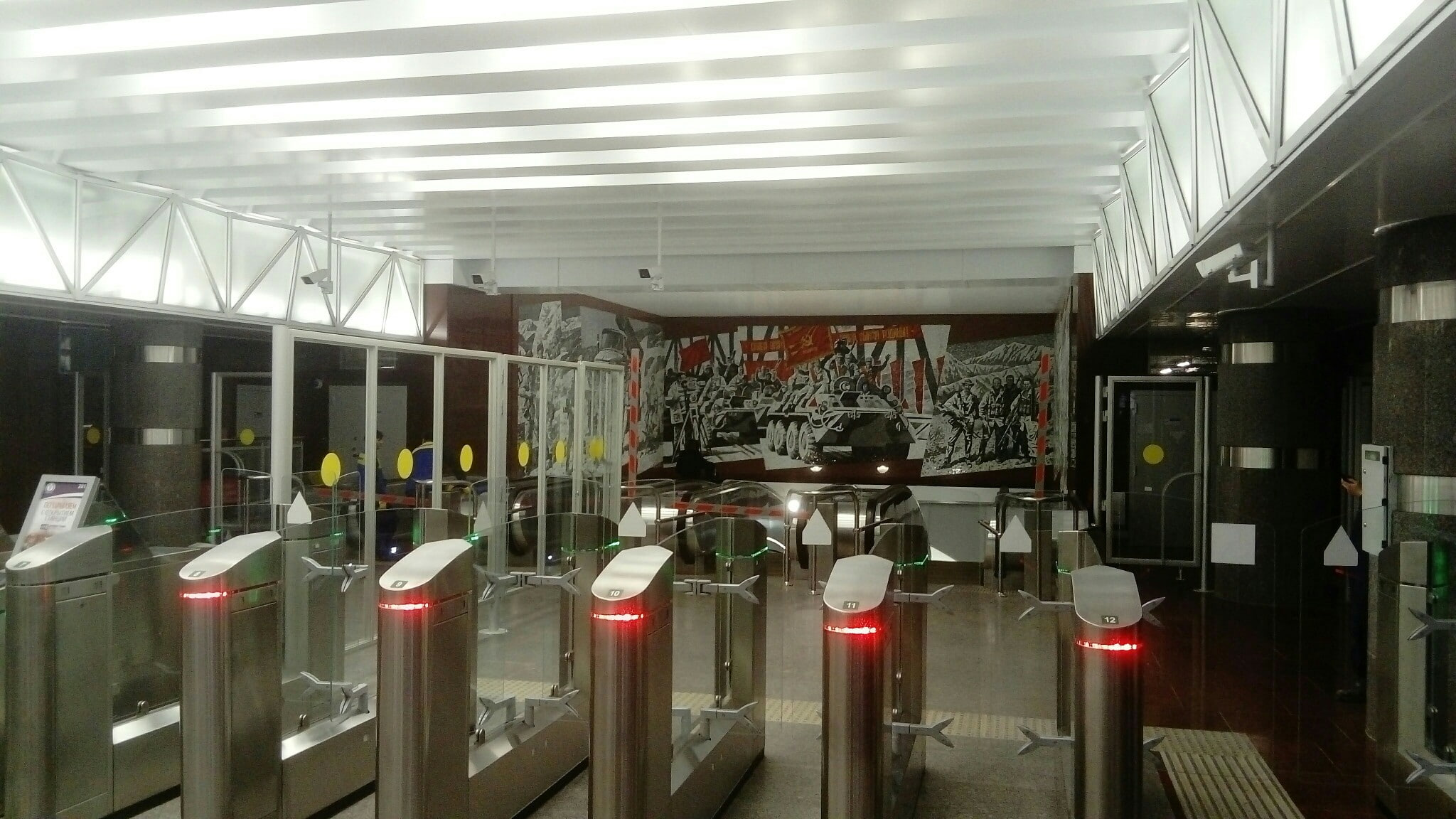
게이트
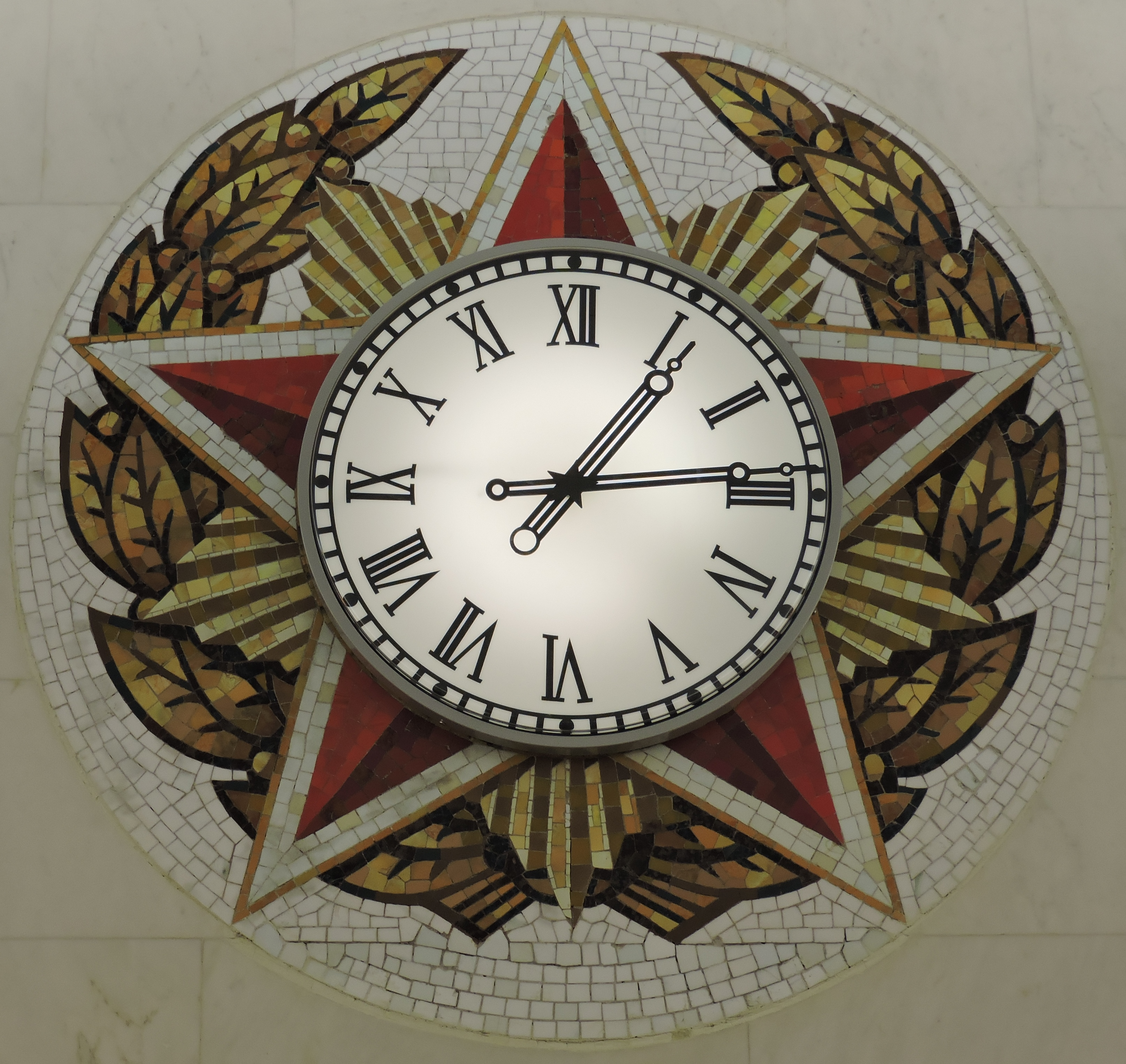
크렘린 스타일의 시계 장식